# اوری (ساردینیا)
آوری (به ایتالیایی: Uri) یک کومونه در ایتالیا است که در استان ساساری واقع شده‌است. آوری ۵۶٫۷ کیلومتر مربع مساحت و ۳٬۰۴۰ نفر جمعیت دارد و ۱۵۰ متر بالاتر از سطح دریا واقع شده‌است.